# Lijst van nummer 1-hits in de Kink 40 in 2008
Deze hits stonden in 2008 op nummer 1 in de Kink 40:
| Datum        | Artiest                                  | Titel                                  |
| ------------ | ---------------------------------------- | -------------------------------------- |
| 11 januari   | Queens of the Stone Age                  | Make It Wit Chu                        |
| 18 januari   | Queens of the Stone Age                  | Make It Wit Chu                        |
| 25 januari   | The White Stripes                        | Conquest                               |
| 1 februari   | The White Stripes                        | Conquest                               |
| 8 februari   | The White Stripes                        | Conquest                               |
| 15 februari  | The White Stripes                        | Conquest                               |
| 22 februari  | Voicst                                   | Everyday I Work on the Road            |
| 29 februari  | Voicst                                   | Everyday I Work on the Road            |
| 7 maart      | Velvet Revolver                          | The Last Fight                         |
| 14 maart     | Velvet Revolver                          | The Last Fight                         |
| 21 maart     | R.E.M.                                   | Supernatural Superserious              |
| 28 maart     | dEUS                                     | Slow                                   |
| 4 april      | MGMT                                     | Time to Pretend                        |
| 11 april     | MGMT                                     | Time to Pretend                        |
| 18 april     | GEM                                      | Look                                   |
| 25 april     | GEM                                      | Look                                   |
| 2 mei        | GEM                                      | Look                                   |
| 9 mei        | GEM                                      | Look                                   |
| 16 mei       | Coldplay                                 | Violet Hill                            |
| 23 mei       | Coldplay                                 | Violet Hill                            |
| 30 mei       | Coldplay                                 | Violet Hill                            |
| 6 juni       | Coldplay                                 | Violet Hill                            |
| 13 juni      | Coldplay                                 | Violet Hill                            |
| 20 juni      | Editors                                  | Bones                                  |
| 27 juni      | Editors                                  | Bones                                  |
| 4 juli       | The Ting Tings                           | That's Not My Name                     |
| 11 juli      | The Ting Tings                           | That's Not My Name                     |
| 18 juli      | Oasis                                    | Falling Down (Chemical Brothers remix) |
| 25 juli      | Oasis                                    | Falling Down (Chemical Brothers remix) |
| 1 augustus   | MGMT                                     | Electric Feel                          |
| 8 augustus   | MGMT                                     | Electric Feel                          |
| 14 augustus  | Mr. Love & The Stallions                 | Fill Me Up                             |
| 22 augustus  | Ladyhawke                                | Paris Is Burning                       |
| 29 augustus  | Ladyhawke                                | Paris Is Burning                       |
| 5 september  | Ladyhawke                                | Paris Is Burning                       |
| 12 september | Ladyhawke                                | Paris Is Burning                       |
| 19 september | The Verve                                | Love Is Noise                          |
| 26 september | The Chemical Brothers                    | Midnight Madness                       |
| 3 oktober    | Metallica                                | The Day That Never Comes               |
| 10 oktober   | Metallica                                | The Day That Never Comes               |
| 17 oktober   | Julian Casablancas, Santogold & Pharrell | My Drive Thru                          |
| 24 oktober   | TV on the Radio                          | Golden Age                             |
| 31 oktober   | TV on the Radio                          | Golden Age                             |
| 7 november   | TV on the Radio                          | Golden Age                             |
| 14 november  | TV on the Radio                          | Golden Age                             |
| 21 november  | TV on the Radio                          | Golden Age                             |
| 28 november  | TV on the Radio                          | Golden Age                             |
| 5 december   | The Last Shadow Puppets                  | My Mistakes Were Made for You          |
| 12 december  | The Last Shadow Puppets                  | My Mistakes Were Made for You          |

- Nederland (Top 40)
- Nederland (Single Top 100)
- Nederland (3FM Mega Top 50)
- Nederland (Kink 40)
- Nederland (DVD Top 30)
- Vlaanderen (Radio 2 Top 30)
- Vlaanderen (Ultratop 50)
- Vlaanderen (Top 30 van Ultratop)
- Vlaanderen (De Afrekening)
- Wallonië
- Australië
- Canada
- Denemarken
- Duitsland
- Frankrijk
- Ierland
- Italië
- Nieuw-Zeeland
- Noorwegen
- Oostenrijk
- Spanje
- Verenigd Koninkrijk
- Verenigde Staten (Hot 100)
- Zweden
- Zwitserland